# Mylomys dybowskii
Mylomys dybowskii és una espècie de mamífer rosegador de la família dels múrids. Viu a altituds de fins a 2.300 msnm al Camerun, el Congo, Costa d'Ivori, Ghana, Guinea, Kenya, Malawi, la República Centreafricana, la República del Congo, Ruanda, el Sudan del Sud, Tanzània i Uganda. El seu hàbitat natural són els herbassars. Es desconeix si hi ha cap amenaça significativa per a la supervivència d'aquesta espècie. L'espècie fou anomenada en honor del botànic i explorador francès Jean Dybowski.